# Hedwig-Eleonora-Kirche (Stockholm)

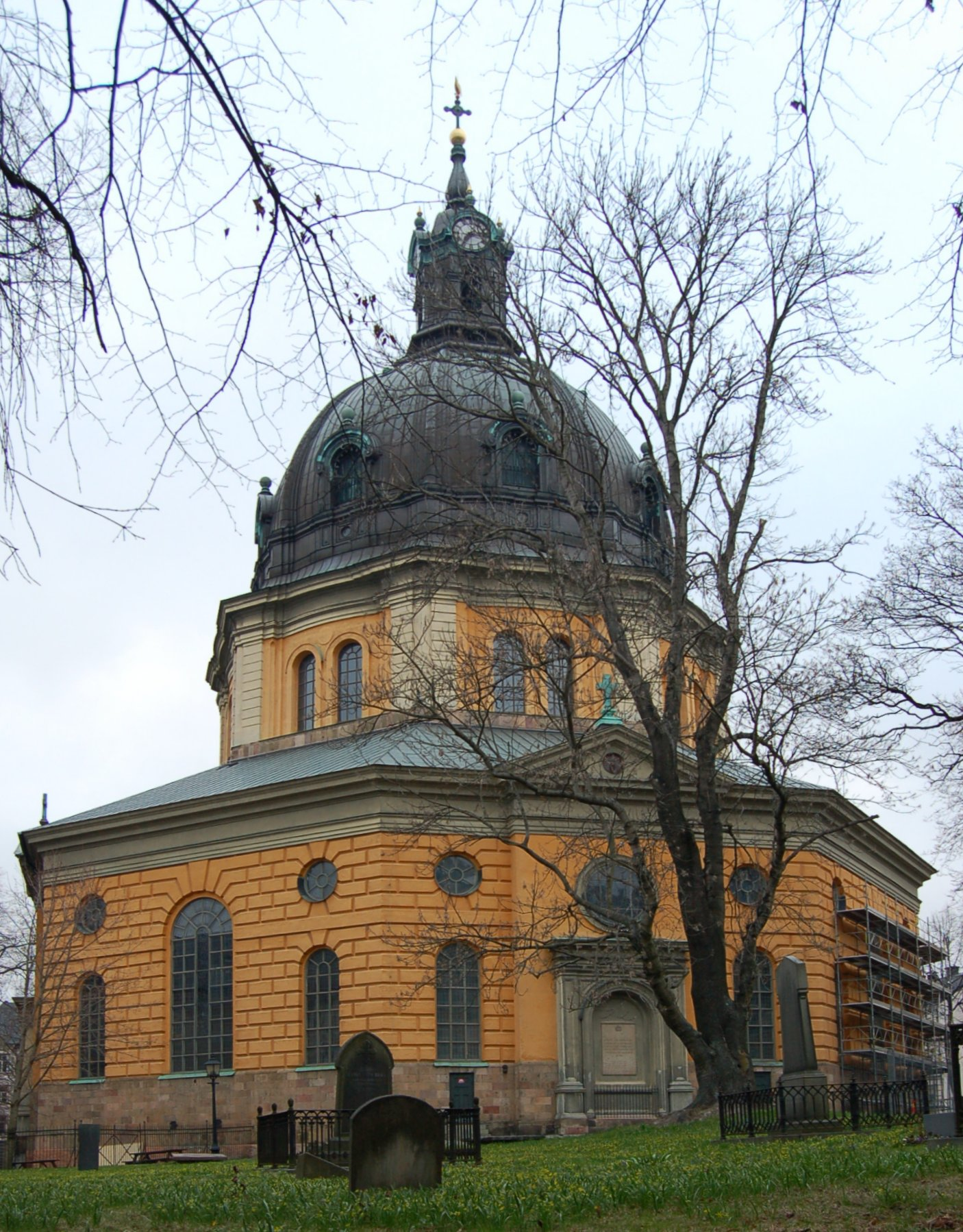
Hedwig-Eleonora-Kirche

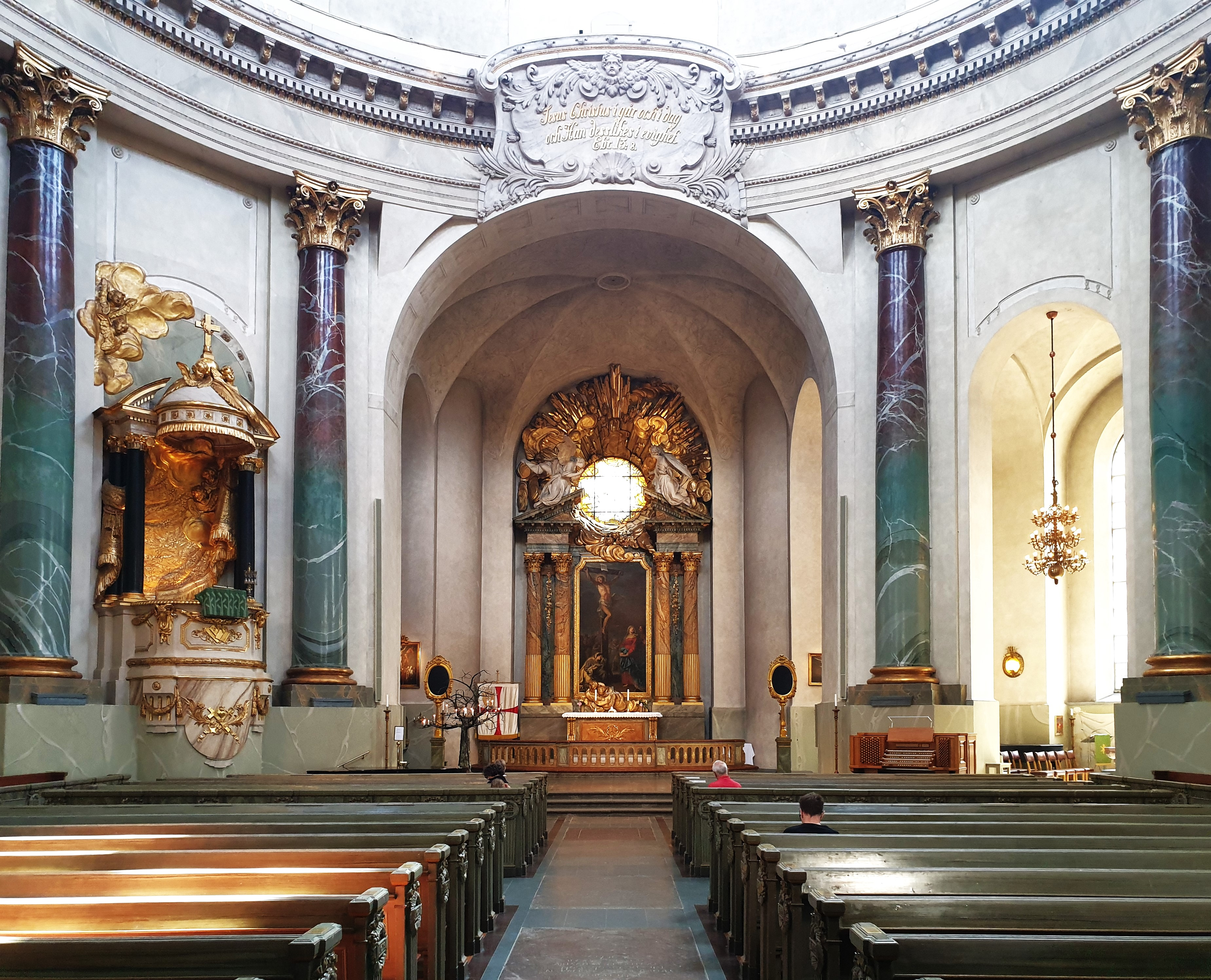
Inneres Richtung Altar

Die Hedwig-Eleonora-Kirche (Schwedisch: Hedvig Eleonora kyrka) ist ein Kirchengebäude im Stockholmer Stadtteil Östermalm. Der Bau wurde am 21. August 1737 eingeweiht und ist nach der Gattin von Karl X. Gustav, Königin Hedwig Eleonora von Schleswig-Holstein-Gottorf benannt. Als Kyrkligt kulturminne steht er unter gesetzlichem Schutz.

## Geschichte
Die ansässige Kirchengemeinde hatte seit 1615 eine Kirche auf der Halbinsel Blasieholmen, wo heute das Nationalmuseum steht, doch in der Zeit, als Karl XI. unter Vormundschaft stand, wurde 1664 ein neuer Kirchenbau beschlossen. Der Stadtarchitekt Jean de la Vallée schuf Pläne zu einem achteckigen Gebäude, die schon kurz darauf in Erik Dahlbergs Sammlung Suecia antiqua et hodierna abgebildet wurden.
Der Grundstein wurde 1669 gelegt, doch schon bald ruhten die Arbeiten, da die finanziellen Mittel zu Ende gingen. Als Ersatz wurde in der Nähe eine vorläufige Holzkirche errichtet. Der Bau der Hedwig-Eleonora-Kirche wurde 1725 wieder aufgenommen, diesmal mit Göran Josuae Adelcrantz als Architekt. Zwölf Jahre später war die Kirche fertig.
Die Kuppel entstand erst zwischen 1866 und 1868 nach Entwürfen von Fredrik Wilhelm Scholander (1816–1881) und unterscheidet sich im Stil deutlich vom Unterbau. Der Hofarchitekt Bror Carl Malmberg (1818–1877) führte später noch kleinere Änderungen durch.

## Ausstattung

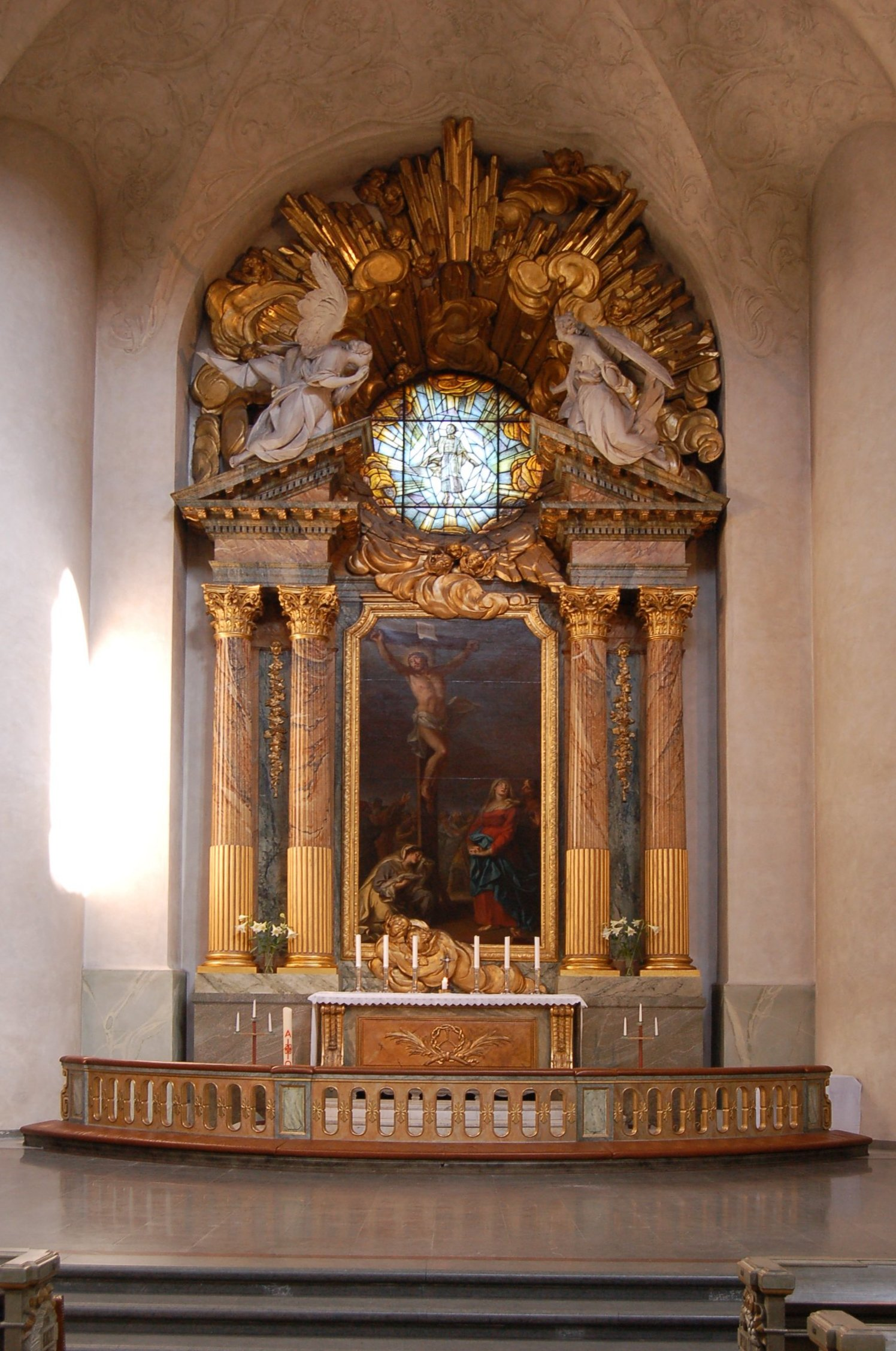
Hochaltar

Der „goldene Altar“ war eine Spende des Industriemannes Johan Clason (1667–1747) und wurde durch den Schlossbaumeister Georg Fröman gestaltet. Die Einweihung fand Allerheiligen 1747 statt. Der Altar ist mit einem Gemälde des Künstlers Georg Engelhard Schröder (1684–1750) geschmückt und zeigt Jesus am Kreuz.
Die von Säulen umrahmte Kanzel wurde nach Zeichnungen des Hofintendanten Jean Eric Rehn (1717–1793) im klassizistischen Stil ausgeführt. Sie wurde am ersten Weihnachtsfeiertag 1784 eingeweiht.
1944 kam eine Kapelle für Taufen hinzu. Der Altar in dieser war eine Spende des Schlossarchitekten Knut Nordenskiöld und des Baumeisters Edvin Rundlöf. Die Glasmalereien oberhalb dieses Altars wurden von Gunnar Torhamn (1894–1965) gestaltet. Das Taufbecken aus rotem Sandstein von der Insel Öland trägt die Inschrift Erich Pehrson Psilander Brita Andersdotter Dühre Anno 1678.
Die Glasfenster im Andreaschor zeigen den namensgebenden Apostel zusammen mit dem Wappen der Kirchengemeinde. Sie sind ein Werk des Künstlers Bengt Olof Kälde (* 1936). Der Abendmahlskelch im Barockstil wurde 1650 in Augsburg hergestellt.
Die Großglocke wurde 1639 in Helsingør für das Schloss Kronborg gegossen und 1658 als Kriegsbeute von Carl Gustav Wrangel nach Schweden gebracht. Mit einem Gewicht von etwa 4 Tonnen ist sie eine der schwersten Kirchenglocken in Schweden. Daneben existieren zwei kleinere Glocken und ein Glockenspiel.

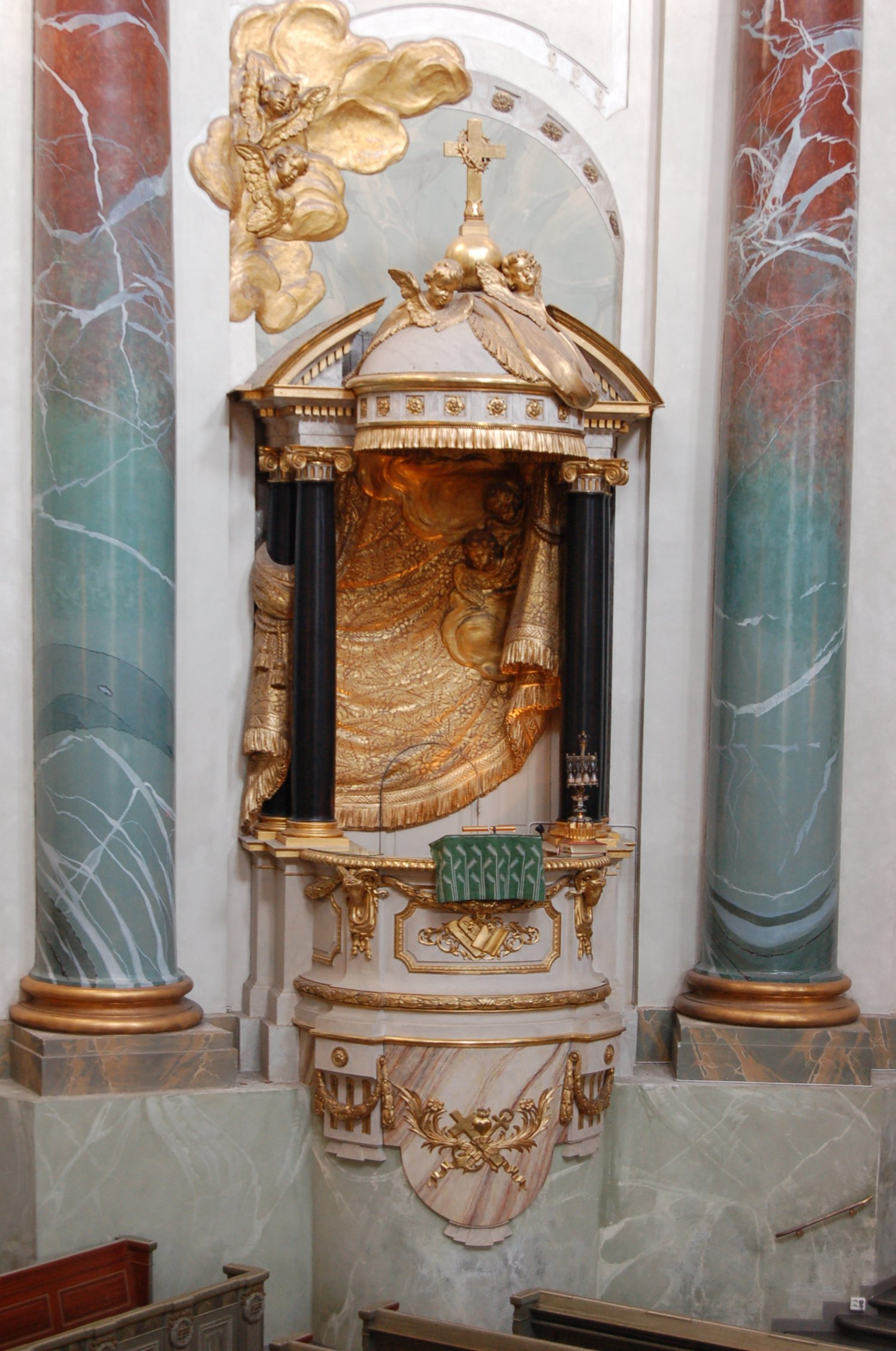
Kanzel
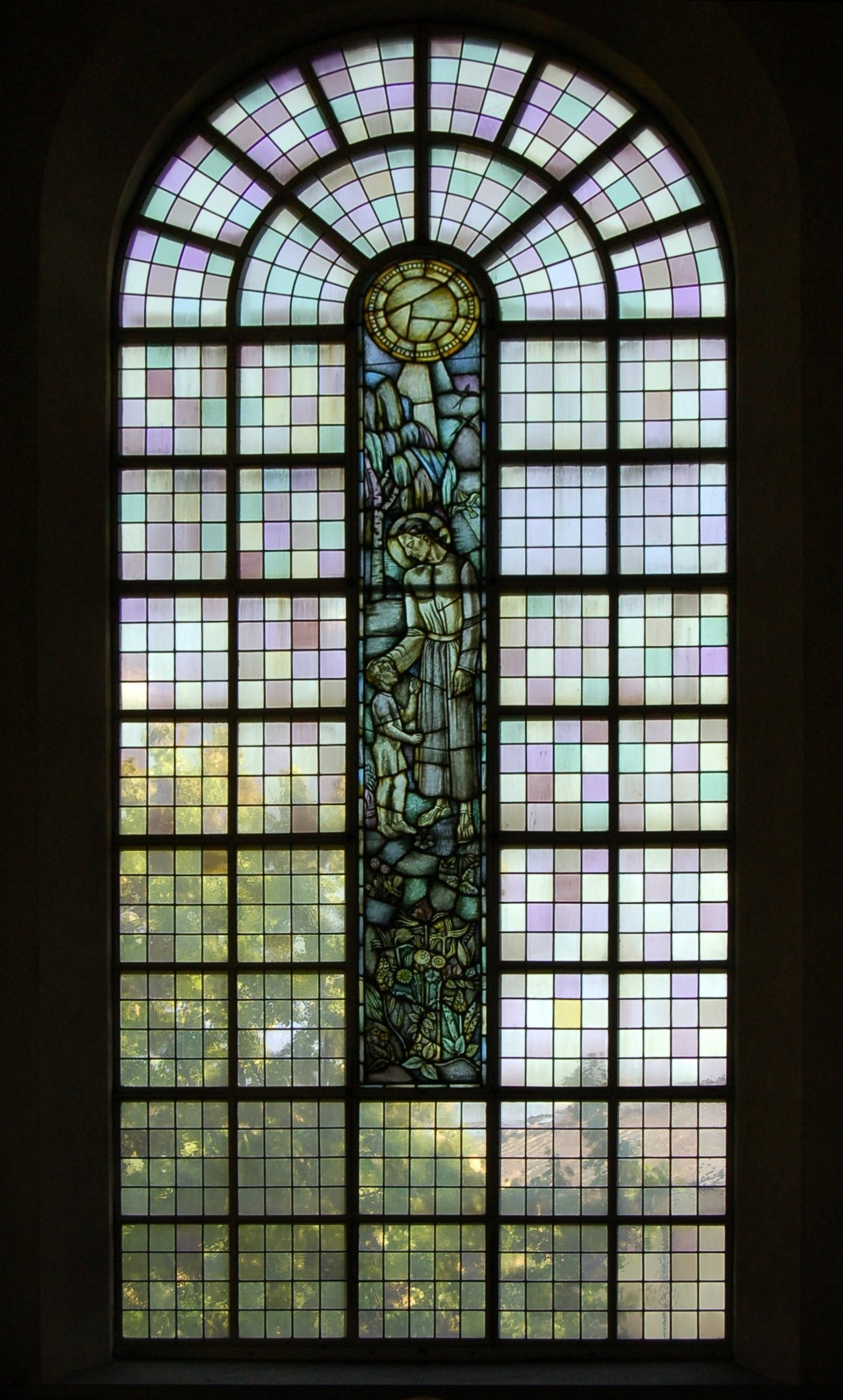
Kirchenfenster von Gunnar Torhamn
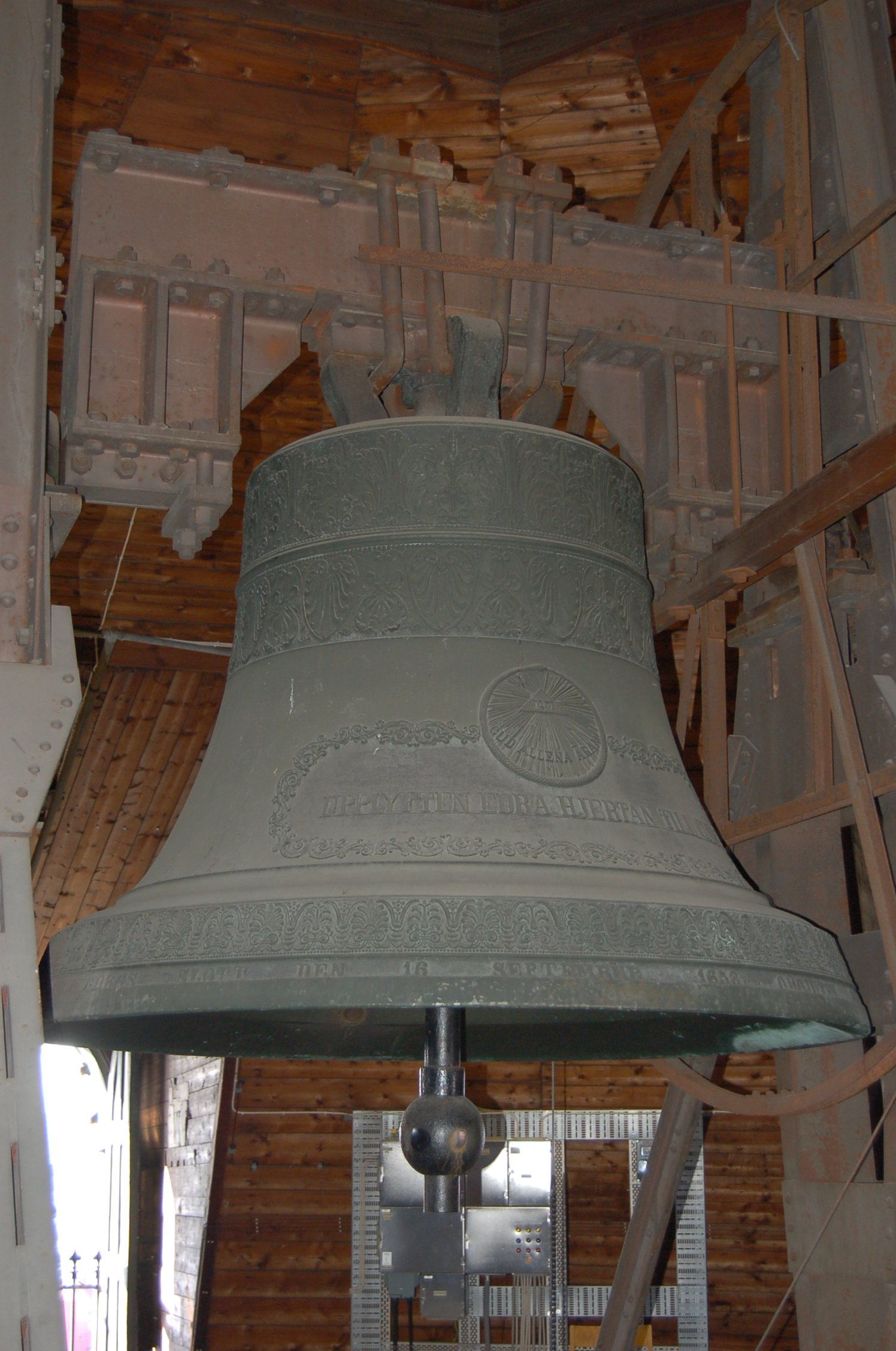
Großglocke

## Orgeln

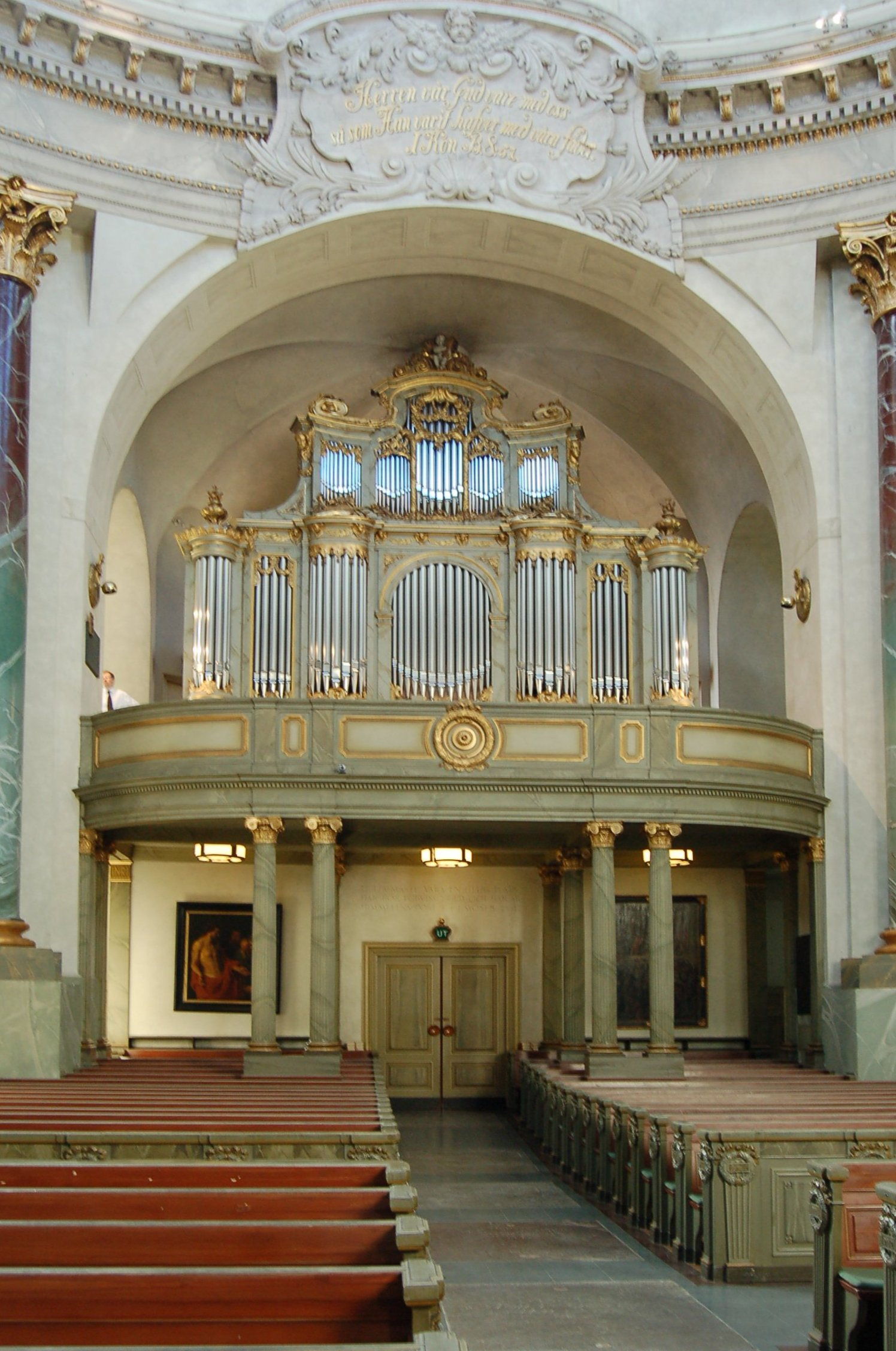
Blick zur Orgel

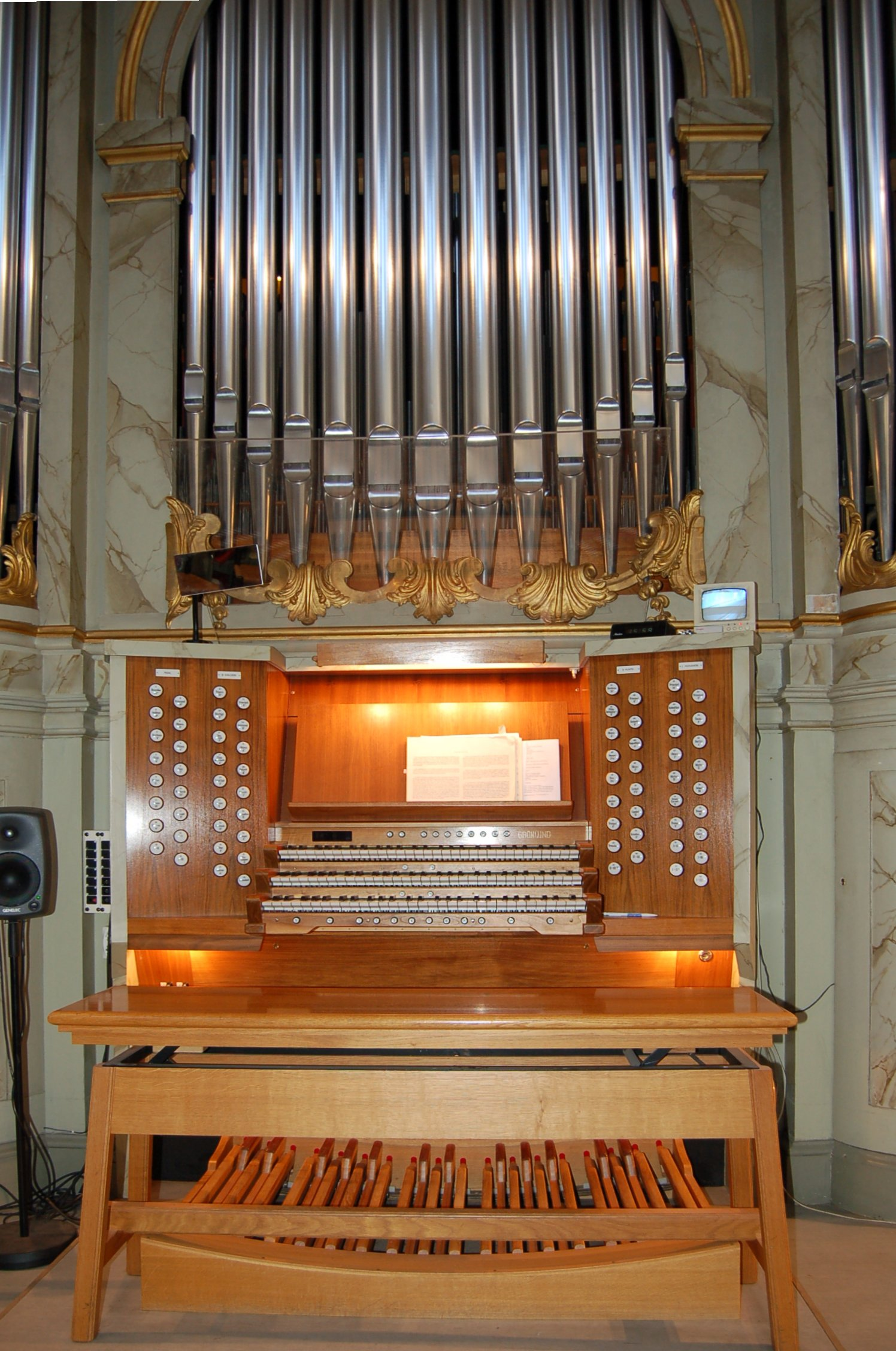
Spieltisch der Orgel

Im Jahre 1734 (oder 1736) erwirbt die Kirchengemeinde eine kleinere Orgel von der nahe gelegenen Maria-Magdalena-Kirche auf Södermalm. Der Orgelbauer Olof Hedlund (ca. 1707–1749) baut diese Orgel zwischen 1736 und 1737 in der Hedwig-Eleonora-Kirche auf, wobei er gleichzeitig ein achtstimmiges Pedalwerk in freistehenden Pedaltürmen zu beiden Seiten der Manuale schuf. Um 1760 werden die Manuale an die Kirche im västmanländischen Medåker verkauft.
1762 beginnen Jonas Gren & Petter Stråle mit dem Umbau der verbliebenen Teile zu einer großen Orgel mit neuen Manualen, erweiterten Pedalwerk und zusätzlichen Windwerk über dem Hauptwerk. Das Gehäuse entstand nach Plänen von Carl Fredrik Adelcrantz. 1868 erfolgte die nächste Veränderung unter Per Larsson Åkerman, indem im vorhandenen Gehäuse eine neue 24-stimmige Orgel Platz findet. Jedoch entfielen die beiden Pedaltürme und verschiedene Pfeifen wurden durch stumme Attrappen ersetzt. Die Firma P.L. Åkerman & Lund versieht die Orgel 1908 mit einer neuen Windlade und einer pneumatischen Traktur. Gleichzeitig erhöht sich die Anzahl der Stimmen auf 37, verteilt auf drei Manuale, wobei alle bisherigen Stimmen beibehalten werden. Eine weitere Neuerung war 1948 die Umstellung auf eine elektrische Traktur mit 69 Stimmen und einen freistehenden Spieltisch durch die Firma A. Magnusson aus Göteborg.
Ein neuer Vertrag von 1969 mit der Orgelbauerei Grönlund aus Gammelstad machte in den folgenden Jahren eine Reihe von unterschiedlichen Veränderungen möglich. So erhielt die Orgel 1995 eine computergestützte Steuerung mit 6400 vorprogrammierbaren Kombinationen. Trotz der genannten Veränderungen wurde das Aussehen des Orgelgehäuses von Carl Fredrik Adelcrantz hauptsächlich bewahrt.
| I Hauptwerk C–g''' |     |
| Principal          | 16′ |
| Principal          | 8′  |
| Dubbelflöjt        | 8′  |
| Gamba              | 8′  |
| Oktava             | 4′  |
| Rörflöjt           | 4′  |
| Oktava             | 2′  |
| Mixtur II          |     |
| Mixtur IV          |     |
| Scharf III         |     |
| Grand Cornet V     |     |
| Trumpet            | 16′ |
| Trumpet            | 8′  |
| Clairon            | 4′  |
| II - I             |     |
| III - I            |     |
| II - I 16'         |     |
| III - I 16'        |     |

| II Positiv C–g''' |        |
| Borduna           | 16′    |
| Principal         | 8′     |
| Flûte harmonique  | 8′     |
| Gedackt           | 8′     |
| Oktava            | 4′     |
| Koppeflöjt        | 4′     |
| Nasard            | 2 ⁄3′  |
| Oktava            | 2′     |
| Ters              | 1 3⁄5′ |
| Larigot           | 1 ⁄3′  |
| Mixtur III        |        |
| Cymbel II         |        |
| Trumpet           | 8′     |
| Krumhorn          | 8′     |
| Tremulant         |        |
| III - II          |        |
| III - II 16'      |        |

| III Schwellwerk C–g''' |     |
| Fugara                 | 16′ |
| Principal              | 8′  |
| Rörflöjt               | 8′  |
| Salicional             | 8′  |
| Voix céleste           | 8′  |
| Oktava                 | 4′  |
| Flûte octaviante       | 4′  |
| Salicet                | 4′  |
| Waldflöjt              | 2′  |
| Piccolo                | 1′  |
| Mixtur V               |     |
| Sesquialtera II        |     |
| Bombarde               | 16′ |
| Trumpet                | 8′  |
| Oboe                   | 8′  |
| Vox humana             | 8′  |
| Clairon                | 4′  |
| Tremulant              |     |

| Pedalwerk C–f' |     |
| Bourdon        | 32′ |
| Principal      | 16′ |
| Subbas         | 16′ |
| Oktava         | 8′  |
| Borduna        | 8′  |
| Oktava         | 4′  |
| Öppen flöjt    | 4′  |
| Blockflöjt     | 2′  |
| Mixtur VI      |     |
| Bombarde       | 32′ |
| Basun          | 16′ |
| Trumpet        | 8′  |
| Clairon        | 4′  |
| I - P          |     |
| II - P         |     |
| III - P        |     |

- Koppeln:

## Musiker der Hedwig-Eleonora-Gemeinde
- ca. 1890–1906: John Morén († 1932)
- 1906–1946(?): G A Ericson
- 1946–1976: Valdemar Söderholm, Chorleiter († 1990)
- 1966–2001: Torvald Torén, Organist († 2001)
- 1976–1992: Karl Göran Ehntorp, Chorleiter
- 1992–: Pär Fridberg, Chorleiter
- 2003–2006: Mattias Wager, Organist
- 2006–heute: Ulf Norberg, Organist